# Araripesaurus
Araripesaurus — вимерлий рід птерозаврів із Бразилії.

## Історія
Вперше описано Price (1971) на основі часткового правого крила неповнолітньої особини що, ймовірно, майже досягла повного розміру. Зразок було надано Муасіром де Кастільйо Museum de Ciência da Terra/DNPM 1966-го року. Price (1971) також використовував інформацію зі зразків що належали Умберту Сілвейру Консентіно, дистальної частини правої ліктьової кістки й проксимальної частини метакарпалії 4, обидва приблизно на третину більші за голотип. Через фрагментарність обидва зразки пізніше розглядалися як Pterodactyloidea indet.
Price (1971) перечислив такі діагностичні характеристики Araripesaurus castilhoi:
- проксимальну частину зап‘ястя утворено двома кістками;
- добре розвинена метакарпалія 4;
- метакарпалія 3 за довжиною рівна метакарпалії 4;
- метакарпалія 3 зчленовується з зап‘ястям;*
- метакарпалія 3 зі зменшеним діаметром;
- метакарпалія 2 розвинена слабко, зведена до дистальної частини;
- метакарпалія 1 розвинена слабко, зведена до дистальної частини;
- метакарпалія 2 не сягає половини довжини метакарпалії 4;
- метакарпалія 1 не сягає половини довжини метакарпалії 4.

Кельнер і Томіда (2000), однак, вважали ці характеристики недіагностичними. Вони заперечували, що 2 і 5 фактично описують одну ознаку (діаметр метакарпалії 4 більший за діаметр метакарпалії 3), що є типовою для птерозаврів, 8 і 9 є непідтвердженими, оскільки метакарпалії 1 і 2 не збережені цілком, характеристика 1 є онтогенетично варіативною серед птерозаврів, 3 і 4 описують одну ознаку, оскільки те що метакарпалія 3 близька за розміром до метакарпалії 4 виходить із того що вона сягає зап‘ястя, а характеристики 6 і 7 зустрічаються в інших птеродактилоїдів на зразок птеранодона і ніктозавра. Натомість вони вважали потенційно діагностичною для цього таксона наявність отвору в верхній частині відростка для розгинача на першій фаланзі крила.
Кельнер (1991) припустив що Araripesaurus castilhoi — синонім Santanadactylus pricei на основі подібності доступних для порівняння елементів. Кельнер і Томіда (2000) натомість вказали на відсутність спільних характеристик унікальних для цих двох таксонів і, таким чином, проблематичність їхньої синонімізації.
Price (1971) відніс араріпезавра до орнітохейрид, переважно на основі редукції метакарпалій 1 і 2, що не сягають зап‘ястя. Кельнер і Томіда (2000) вважали ймовірними зв’язки з кладою Anhangueridae+”Ornithodesmus” на підставі однієї синапоморфії: діаметр променевої кістки не сягає половини діаметра ліктьової.